# Az 1896-os millenniumi ünnepségek budapesti épületeinek listája

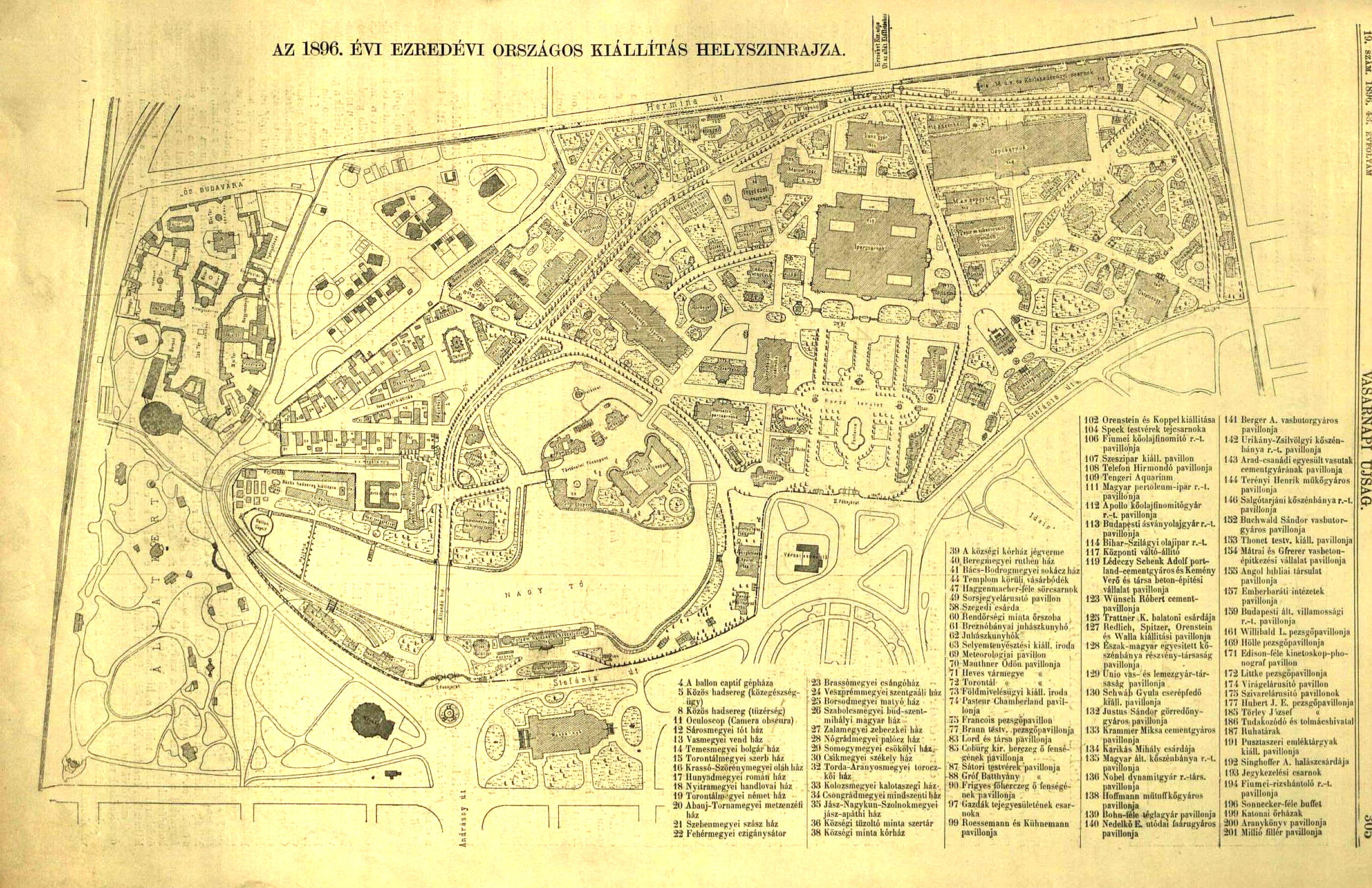
A kiállítás helyszínrajza

Az alábbi oldal az 1896-os millenniumi ünnepségek kapcsán Budapesten felépült kiállítóhelyeket tartalmazza listaszerűen. A kiállításra összesen 240 pavilon épült fel.

## Színkód
| Szín      | Jelentés                    |
| --------- | --------------------------- |
| Zöld szín | ma is álló épület, építmény |

## Kiegészítő építmények
| Kép | Épület                                   | Tervező                      | Kivitelező                                  | Forrás           | Megjegyzés                |
| --- | ---------------------------------------- | ---------------------------- | ------------------------------------------- | ---------------- | ------------------------- |
|     | I. sz. (fő)kapu                          | Jámbor (Frommer) Lajos       | Neuschloss Ödön és Marczell                 | Gelléri, 110. o. |                           |
|     | II. sz. (fő)kapu                         | Kolbenheyer Viktor           | Gregersen G. és Fiai                        | Gelléri, 110. o. | favázas szerkezet         |
|     | III. sz. kapu                            | Huszka József                | Antony Tamás                                | Gelléri, 111. o. |                           |
|     | IV. sz. kapu                             | a kiállítás műszaki osztálya | Kerékjártó József                           | Gelléri, 111. o. |                           |
|     | V. sz. kapu                              | n. a.                        | n. a.                                       | Gelléri, 111. o. |                           |
|     | állandó híd, későbbi nevén Zielinski híd | Zielinski Szilárd            | Zielinski Szilárd és a Schlick-féle Vasgyár | Gelléri, 111. o. | A híd napjainkban is áll. |
|     | Fontaine lumineuse                       | Oskar Marmorek               | Ganz és Társa                               | Gelléri, 174. o. | villamos szökőkút         |

## Kiegészítő épületek
| Kép | Épület                                           | Tervező     | Kivitelező          | Forrás           | Megjegyzés                                             |
| --- | ------------------------------------------------ | ----------- | ------------------- | ---------------- | ------------------------------------------------------ |
|     | Igazgatósági épület                              | műsz. oszt. | Antony és Társai    | Gelléri, 124. o. |                                                        |
|     | Ruhatár                                          | n. a.       | n. a.               | Gelléri, 174. o. |                                                        |
|     | Tudakozó iroda                                   | n. a.       | n. a.               | Gelléri, 174. o. |                                                        |
|     | Virágárusító pavilon                             | műsz. oszt. | Gergersen G. és fia | Gelléri, 175. o. |                                                        |
|     | Dohányárusító csarnok                            | műsz. oszt. | Gregersen G. és fia | Gelléri, 175. o. |                                                        |
|     | Váltó-állító őrház                               | n. a.       | n. a.               | Gelléri, 185. o. |                                                        |
|     | Tűzőrség                                         | n. a.       | n. a.               | Gelléri, 238. o. | nem kiállítási épület                                  |
|     | A Magyar Királyi Államvasutak kiállítás rakodója | n. a.       | n. a.               | Gelléri, 233. o. | nem kiállítási épület, a tárgyak szállításához készült |

## Vendéglők
| Kép | Épület                       | Tervező                           | Kivitelező                 | Forrás           | Megjegyzés |
| --- | ---------------------------- | --------------------------------- | -------------------------- | ---------------- | ---------- |
|     | Singhoffer halász-csárdája   | Schörner István                   | Neuschloss Ödön és Marcell | Gelléri, 122. o. |            |
|     | A polgári serfőző vendéglője | Czigler Győző                     | Neuschloss Károly és fia   | Gelléri, 176. o. |            |
|     | A Steuer-kávéház             | Pfaun és Gaal                     | Minnich Pál                | Gelléri, 176. o. |            |
|     | A részvényserfőző vendéglője | Korb Flóris, Giergl Kálmán        | Neuschloss Károly és fia   | Gelléri, 179. o. |            |
|     | Trattner Balatoni csárdája   | n. a.                             | n. a.                      | Gelléri, 194. o. |            |
|     | Karikás Mihály csárdája      | n. a.                             | n. a.                      | Gelléri, 200. o. |            |
|     | Schowanetz kávéháza          | Pfann és Gaál                     | n. a.                      | Gelléri, 207. o. |            |
|     | Drechsler Béla vendéglője    | Kármán Géza Aladár, Ullmann Gyula | Lőwy Dávid és fia          | Gelléri, 224. o. |            |
|     | Francia vendéglő             | Kármán Géza Aladár, Ullmann Gyula | n. a.                      | Gelléri, 228. o. |            |
|     | Szegedi csárda               | n. a.                             | n. a.                      | Gelléri, 256. o. |            |

## Korábban felépült, de a kiállításon is használt épületek
| Kép | Épület               | Tervező           | Kivitelező | Forrás              | Megjegyzés |
| --- | -------------------- | ----------------- | ---------- | ------------------- | --- |
|     | Gerbeaud cukrászat   | Ray Rezső Lajos   | n. a.      | Gelléri, 207. o. és | Eredetileg Király-pavilonként épült az 1885-ös Országos Általános Kiállításra. A második világháborúban pusztult el.                |
|     | Iparcsarnok          | Ulrich Keresztély | Kohn János | Gelléri, 184. o.,   | Az 1885-ös Országos Általános Kiállításra építették. A második világháború során megsérült, 1947-ben elbontották.                   |
|     | Egészségügyi csarnok | Pfaff Ferenc      | n. a.      | Gelléri, 212. o.    | Az 1885-ös Országos Általános Kiállításra építették. Az épület ma is áll, „Millennium Háza” néven ismert (korábban Olof Palme-ház). |

## I. számú (történelmi) főcsoport
| Kép | Épület           | Tervező     | Kivitelező                 | Forrás               | Megjegyzés |
| --- | ---------------- | ----------- | -------------------------- | -------------------- | --- |
|     | Vajdahunyad vára | Alpár Ignác | Neuschloss Ödön és Marcell | Gelléri, 134-135. o. | A kiállítás után a közérdeklődésre tekintettel nem bontották el. Erre csak 1899-ben került sor, de 1907-re újraépült. Azaz a ma ismert Vajdahunyadvára a II. ilyen épület. (Kisebb változtatásoktól eltekintve nagyrészt az I. épület mása tartósabb alapanyagokból.) |
|     | Vadászkastély    | Alpár Ignác |                            | Gelléri, 134-135. o. | Az épületet a kiállítás végén Városligetben szétbontották, majd a Margit-szigeten újra Szigeti Kávéház néven felállították. 1930-ban bontották le végleg. |

## II. számú (jelenkori) főcsoport
| Kép | Épület                                                                                 | Tervező                                           | Kivitelező                    | Forrás                   | Megjegyzés |
| --- | -------------------------------------------------------------------------------------- | ------------------------------------------------- | ----------------------------- | ------------------------ | --- |
|     | Hadfölszerelési pavilon                                                                | Quittner Zsigmond                                 | Neuschloss Ödön és Marcell    | Gelléri, 113. o.         | |
|     | A Magyar Királyi Honvédség csarnoka                                                    | műsz. oszt.                                       | Hutony Tamás                  | Gelléri, 113. o.         | |
|     | A közös hadsereg kiállítási csarnoka                                                   | műsz. oszt.                                       | Gregersen cég                 | Gelléri, 117. o.         | |
|     | Haditengerészet csarnoka                                                               | műsz. oszt.                                       | Horváth József                | Gelléri, 117. o.         | |
|     | Halászati csarnok                                                                      | műsz. oszt.                                       | Lőwy D. és fiai               | Gelléri, 120. o.         | |
|     | Folyamszabályozási csarnok, a Korcsolyacsarnok                                         | Francsek Imre                                     | n. a.                         | Gelléri, 121. o.         | már 1895-ben megépült, azóta is áll                                                                                 |
|     | Kereskedelmi tengerészeti csarnok                                                      | műsz. oszt.                                       | Antony Tamás                  | Gelléri, 121. o.         | |
|     | A fiumei rozshántoló pavilonja                                                         | n. a.                                             | n. a.                         | Gelléri, 122. o.         | |
|     | A pusztaszeri emléktárgyak csarnoka                                                    | Bálint Zoltán                                     | n. a.                         | Gelléri, 122. o.         | |
|     | A rendőrkapitányság épülete                                                            | műsz. oszt.                                       | Horváth J.(József ?)          | Gelléri, 123. o.         | |
|     | A kereskedelem-, pénz- és hitelügy csarnoka                                            | Quittner Zsigmond                                 | Neuschloss Ödön és Marcell    | Gelléri, 125. o.         | |
|     | Budapest székesfőváros csarnoka                                                        | Fővárosi Mérnöki Hivatal                          | Wellisch Sándor               | Gelléri, 129. o.         | |
|     | Az ősfoglalkozások (halászat, vadászat, pásztorélet) 2 csarnoka                        | Alpár Ignác                                       | Neuschloss Ödön és Marcell    | Gelléri, 164. o.         | favázas épületek |
|     | Horvát műcsarnok                                                                       | Korb Flóris, Giergl Kálmán                        | n. a.                         | Gelléri, 166. o.         | |
|     | Horvát iparcsarnok                                                                     | Heinzl Alajos                                     | n. a.                         | Gelléri, 167. o.         | |
|     | Horvát erdészeti pavilon                                                               | Pfisler József, Bollé Henrik                      | Deutsch Fülöp és Fia (Zágráb) | Gelléri, 170. o.         | |
|     | Horvát borkóstoló pavilon                                                              | Königsberg és Deutsch (Zágráb)                    | n. a.                         | Gelléri, 167. o.         | |
|     | Az ünnepélyek csarnoka                                                                 | műsz. oszt.                                       | Neuschloss Károly és fia      | Gelléri, 173. o.         | |
|     | Zenepavilon                                                                            | Schlick G. vasöntöde (Alpár Ignác átalakította)   | Schlick G. vasöntöde          | Gelléri, 175. o.         | korábban készült?                                                                                                   |
|     | Törley József pezsgőpavillonja                                                         | Ray Rezső Lajos                                   | Horváth József                | Gelléri, 176. o.,        | |
|     | A királyserfőző vendéglője                                                             | Czigler Győző                                     | Antony F.                     | Gelléri, 176. o.         | |
|     | A fiumei kőolajfinomító csarnoka                                                       | n. a.                                             | n. a.                         | Gelléri, 176. o.         | |
|     | Szeszipari csarnok                                                                     | Fellner Sándor                                    | Brunner Ferenc                | Gelléri, 177. o.         | |
|     | Telefon-hirmondó csarnok                                                               | n. a.                                             | n. a.                         | Gelléri, 177. o.         | |
|     | Aquarium csarnok                                                                       | Gerster Kálmán                                    | n. a.                         | Gelléri, 178. o.         | |
|     | Arany-könyv pavilon                                                                    | Korb Flóris, Giergl Kálmán                        | n. a.                         | Gelléri, 179. o.         | |
|     | Littke L. pavilonja                                                                    | Jaumann Bernát                                    | Meczner és Arndt              | Gelléri, 180. o.         | |
|     | Huber J. E. pezsgő pavillonja                                                          | Hubert József                                     | Gregersen G. és fiai          | Gelléri, 180. o.         | |
|     | Sajtópavilon                                                                           | Kármán Géza Aladár, Ullmann Gyula                 | Lemberger S. és fia           | Gelléri, 180. o.         | |
|     | Kinetoszkóp csarnok                                                                    | Alpár Ignác                                       | n. a.                         | Gelléri, 182. o.         | |
|     | Közlekedésügyi csarnok                                                                 | Pfaff Ferenc                                      | n. a.                         | Gelléri, 188. o.         | a későbbi Közlekedési Múzeum                                                                                        |
|     | Lédeczi-Schenk cement csarnoka                                                         | n. a.                                             | n. a.                         | Gelléri, 190. o.         | |
|     | Az építő-, vas- és fémipar csarnoka                                                    | Steinhardt Antal és Láng Adolf                    | Gregersen G. és Fiai          | Gelléri, 190. o.         | |
|     | Járművek csarnoka                                                                      | műsz. oszt.                                       | Antony Tamás                  | Gelléri, 191. o.         | |
|     | Közúti járművek pótcsarnoka                                                            | n. a.                                             | n. a.                         | Gelléri, 191. o.         | |
|     | Wünsch Róbert cement háza                                                              | n. a.                                             | n. a.                         | Gelléri, 191. o.         | |
|     | Tornacsarnok                                                                           | n. a.                                             | n. a.                         | Gelléri, 194. o.         | |
|     | A szabad Osztrák-Magyar Állami Vasutak csarnoka                                        | n. a.                                             | Gregersen G. és fiai          | Gelléri, 194. o.         | |
|     | A bányászat és kohászat csarnoka                                                       | Korb Flóris, Giergl Kálmán                        | Neuschloss Ödön és Marcell    | Gelléri, 195. o.         | |
|     | A Rimamurány-Salgótarjáni Vasmű Rt. csarnoka                                           | Rozslosnik [N.]                                   | n. a.                         | Gelléri, 196. o.         | |
|     | A Salgótarjáni Kőszénbánya Rt. csarnoka                                                | Korb Flóris, Giergl Kálmán (vagy Fleischl Róbert) | Neuschloss Ödön és Marcell    | Gelléri, 198. o.         | |
|     | A posta-, távíró- és telefon csarnok                                                   | Kovrig Tivadar                                    | Neuschloss Ödön és Marcell    | Gelléri, 199. o.         | |
|     | Kramer Miksa cement-csarnoka                                                           | Kármán és fia                                     | n. a.                         | Gelléri, 200. o.         | |
|     | Gépcsarnok                                                                             | Korb Flóris, Giergl Kálmán                        | Neuschloss Kornél és fia      | Gelléri, 200. o.         | |
|     | Kazánház                                                                               | műsz. oszt.                                       | n. a.                         | Gelléri, 203. o.         | |
|     | A magyar állami vasutak gépgyárának csarnoka                                           | Ray Rezső Lajos                                   | Neuschloss Kornél és fia      | Gelléri, 204. o.         | |
|     | A papír- és sokszorosító ipar csarnoka                                                 | Baumhorn Lipót                                    | Löwy D.                       | Gelléri, 204. o.         | |
|     | Willibald Lajos pezsgőcsarnoka                                                         | n. a.                                             | n. a.                         | Gelléri, 207. o.         | |
|     | Vidéki sörkóstoló csarnok                                                              | műsz. oszt.                                       | Neuschloss Ödön és Marcell    | Gelléri, 207. o.         | |
|     | Igazságügyi csarnok                                                                    | Bierbauer István                                  | Neuschloss Ödön és Marcell    | Gelléri, 207. o.         | |
|     | Thonet testvérek csarnoka                                                              | n. a.                                             | n. a.                         | Gelléri, 208. o.         | |
|     | Buchwald S. csarnoka                                                                   | n. a.                                             | n. a.                         | Gelléri, 209. o.         | |
|     | Az angol bibliai társulat csarnoka                                                     | n. a.                                             | n. a.                         | Gelléri, 209. o.         | |
|     | A közoktatásügy csarnoka                                                               | Bierbauer István                                  | Löwy D. és fia                | Gelléri, 209. o.         | |
|     | Az emberbaráti intézetek csarnoka                                                      | műsz. oszt.                                       | Löwy D. és fia                | Gelléri, 211. o.         | |
|     | Balneológiai csarnok                                                                   | műsz. oszt.                                       | Neuschloss Károly és fia      | Gelléri, 215. o.         | |
|     | Gyermekcsarnok                                                                         | n. a.                                             | Gregersen G. és fiai          | Gelléri, 213. o.         | |
|     | Mentőcsarnok                                                                           | műsz. oszt.                                       | Gregersen G. és fiai          | Gelléri, 218. o.         | |
|     | Mezőgazdasági csarnok                                                                  | műsz. oszt.                                       | Lőwy Dávid és fia             | Gelléri, 219. o.         | |
|     | Földmívelésügyi magyar királyi minisztérium kiállítási irodája igazgatósági épületével | Jakab Dezső                                       | Lőwy Dávid és fia             | Gelléri, 221. o.         | |
|     | Braun testvérek pezsgő-pavillonja                                                      | Jakab Dezső                                       | Neuschlosz K. és fia          | Gelléri, 221. o.         | |
|     | Borkóstoló csarnok                                                                     | Kolbenheyer Viktor                                | Lőwy Dávid és fia             | Gelléri, 221. o.         | |
|     | Kertészeti csarnok                                                                     | műsz. oszt.                                       | Neuschlosz K. és fia          | Gelléri, 223. o.         | |
|     | Tejgazdasági csarnok                                                                   | műsz. oszt.                                       | Antony Tamás                  | Gelléri, 224. o.         | |
|     | Időleges kiállítások csarnoka                                                          | műsz. oszt.                                       | Lőwy Dávid és fia             | Gelléri, 225. o.         | |
|     | Sátori Miksa műtrágyagyáros csarnoka                                                   | n. a.                                             | n. a.                         | Gelléri, 226. o.         | |
|     | A Magyar Királyi Állami ménesbirtokok csarnoka                                         | Jakab Dezső                                       | Neuschlosz K. és fia          | Gelléri, 226. o.         | |
|     | Szőlészeti csarnok                                                                     | műsz. oszt.                                       | Löwy Dávid és fia             | Gelléri, 226. o.         | |
|     | Földváry László csarnoka                                                               | Neuschlosz K. és fia                              | Neuschlosz K. és fia          | Gelléri, 226. o.         | |
|     | A Magyar Királyi Dohányjövedék csarnoka                                                | Zobel Lajos                                       | Gregersen G. és fiai          | Gelléri, 228. o.         | |
|     | Fiumei petróleum csarnok                                                               | n. a.                                             | n. a.                         | Gelléri, 228. o.         | |
|     | Malomipari csarnok                                                                     | Quittner Zsigmond                                 | Neuschloss Ödön és Marcell    | Gelléri, 230. o.         | |
|     | Speck Jakab és társa tejcsarnoka                                                       | Broghammer Szever                                 | Löwy Dávid és fia             | Gelléri, 230. o.         | |
|     | Ganz és társa csarnoka                                                                 | Ray Rezső Lajos                                   | Neuschloss Ödön és Marcell    | Gelléri, 230. o.         | |
|     | Bihar-Szilágyi kőolaj-finomító csarnoka                                                | n. a.                                             | n. a.                         | Gelléri, 231. o.         | |
|     | A budapesti ásványolaj-gyár csarnoka                                                   | Klinger [N.]                                      | n. a.                         | Gelléri, 232. o.         | |
|     | Apolló Kőolaj Finomító Társaság csarnoka                                               | Ray Rezső Lajos                                   | Neuschloss Ödön és Marcell    | Gelléri, 232. o.         | |
|     | A Magyar Petroleumipar Rt. csarnoka                                                    | n. a.                                             | n. a.                         | Gelléri, 232. o.         | |
|     | Ohrenstein és Koppel csarnoka                                                          | n. a.                                             | n. a.                         | Gelléri, . o.            | |
|     | Cukoripar csarnoka                                                                     | Quittner Zsigmond                                 | Neuschlosz K. és fia          | Gelléri, 233. o.         | |
|     | Vegyészeti ipar csarnoka                                                               | műsz. oszt.                                       | Brunner Ferenc                | Gelléri, 233. o.         | |
|     | A «Gazdák tejegyesülete» csarnoka                                                      | n. a.                                             | Seifert Henrik és fia         | Gelléri, 235. o.         | |
|     | Erdészeti csarnok                                                                      | Aigner Sándor                                     | Lőwy Dávid és fia             | Gelléri, 235. o.         | |
|     | Frigyes főherceg csarnoka                                                              | a főhercegi uradalom                              | a főhercegi uradalom          | Gelléri, 237. o.         | |
|     | Batthyány József gróf csarnoka                                                         | Jakab Dezső                                       | Lőwy Dávid és fia             | Gelléri, 238. o.         | |
|     | Roessemann és Kühnemann csarnoka                                                       | n. a.                                             | n. a.                         | Gelléri, 238. o.         | |
|     | Lord és Társa építési vállalkozó csarnoka                                              | n. a.                                             | n. a.                         | Gelléri, 238. o.         | |
|     | Coburg Fülöp herceg csarnoka                                                           | Coburg uradalom                                   | Coburg uradalom               | Gelléri, 244. o.         | |
|     | Vízépítészeti csarnok                                                                  | műsz. oszt.                                       | Lőwy Dávid és fia             | Gelléri, 241. o.         | |
|     | Bosnyák iparcsarnok                                                                    | Biazsek Ferenc                                    | Neuschlosz K. és fia          | Gelléri, 244. o.         | |
|     | Bosnyák erdészeti csarnok                                                              | Biazsek Ferenc                                    | Neuschlosz K. és fia          | Gelléri, 244. és 247. o. | |
|     | Bosnyák lakóház                                                                        | Biazsek Ferenc                                    | Neuschlosz K. és fia          | Gelléri, 244. és 248. o. | |
|     | Bosnyák vasúti csarnok                                                                 | Biazsek Ferenc                                    | Neuschlosz K. és fia          | Gelléri, 244. és 249. o. | |
|     | Bosnyák kávéház                                                                        | Biazsek Ferenc                                    | Neuschlosz K. és fia          | Gelléri, 244. és 250. o. | |
|     | Selyemtenyésztési csarnok                                                              | Jakab Dezső                                       | Neuschlosz K. és fia          | Gelléri, 251. o.         | |
|     | Meteorológiai csarnok                                                                  | Jakab Dezső                                       | Lemberger S. és fia           | Gelléri, 251. o.         | |
|     | Mauthner Ödön csarnoka                                                                 | n. a.                                             | n. a.                         | Gelléri, 251. o.         | |
|     | Heves vármegye pavilonja                                                               | Rumbold [?]                                       | n. a.                         | Gelléri, 251. o.         | |
|     | Torontál vármegye csarnoka                                                             | Jakab Dezső                                       | Neuschloss Ödön és Marcell    | Gelléri, 251. o.         | |
|     | «Institut Pasteur» Laboratoires Pasteur-Chamberland csarnoka                           | Fellner Sándor                                    | n. a.                         | Gelléri, 254. o.         | |
|     | Francois Lajos és társa pezsgőpavilonja                                                | n. a.                                             | n. a.                         | Gelléri, 254. o.         | |
|     | Haggenmacher Henrik sörcsarnoka                                                        | Neuschlosz K. és fia                              | Neuschlosz K. és fia          | Gelléri, 256. o.         | |
|     | József főherceg csarnoka                                                               | Quittner Zsigmond                                 | Neuschloss Ödön és Marcell    | Gelléri, 256. o.         | |
|     | A háziipar csarnoka                                                                    | Huberth [?]                                       | Gregersen G.                  | Gelléri, 256. o.         | |
|     | Zichy Jenő gróf kiállítási csarnoka                                                    | n. a.                                             | n. a.                         | Gelléri, 257. o.         | Ázsiából hozott emléktárgyakat mutatott be                                                                          |
|     | A milliós fillér pavilonja                                                             | n. a.                                             | n. a.                         | Gelléri, 258. o.         | nevét a kiállított 1.000.000 db kétfilléresről kapta, és az épületben a Mentőegyesület számára pénzgyűjtés is folyt |

## A kiállítás idején készült, de a kiállításhoz szorosan nem kapcsolódó épületek
| Kép | Épület      | Tervező                  | Kivitelező     | Forrás      | Megjegyzés |
| --- | ----------- | ------------------------ | -------------- | ----------- | --- |
|     | Ős-Budavára | Vidor Emil és Vogl Lajos | Mamorek Oszkár | [ 4 ] [ 5 ] | A szórakoztatóipari létesítmény üzemeltetése nem volt gazdaságos, de végül 1910-ben tűzveszélyességi okokra hivatkozva bontották el. |

## Egyéb irodalom
- Bálint Zoltán: Az ezredévi kiállítás architecturája, Budapest, 1897